# Rejon sajański
Rejon sajański (ros. Сая́нский райо́н, Sajanskij rajon) – rejon administracyjny i komunalny Kraju Krasnojarskiego w Rosji. Stolicą rejonu jest wieś Aginskoje, której ludność stanowi 42,5% populacji rejonu. Rejon został utworzony 4 kwietnia 1924 roku.

## Położenie
Rejon ma powierzchnię 8 031 km² i znajduje się w południowo-zachodniej części Kraju Krasnojarskiego, granicząc na północny z rejonem rybińskim, na wschodzie z rejonem irbiejskim, na południowym wschodzie z obwodem irkuckim, na południu z rejonem kuragińskim, a na zachodzie z rejonem partizańskim.

Większość terytorium rejonu leży w paśmie górskim Sajanów.

## Ludność
W 1989 roku rejon ten liczył 17 020 mieszkańców, w 2002 roku 14 542, w 2010 roku 12 003, a w 2011 zaludnienie spadło do 11 937 osób.

## Podział administracyjny
Administracyjnie rejon dzieli się na 14 sielsowietów.